# Angiopteris cochinchinensis
Angiopteris cochinchinensis är en kärlväxtart som beskrevs av De Vriese. Angiopteris cochinchinensis ingår i släktet Angiopteris och familjen Marattiaceae. Inga underarter finns listade i Catalogue of Life.